# Milíčovský potok (přítok Botiče)
Milíčovský potok je potok v Praze v České republice, levý přítok Botiče. Délka toku činí 1,93 km. Plocha povodí je 3,75 km².

## Průběh toku
Potok pramení na západě Milíčovského lesa poblíž Kateřinek. Postupně protéká rybníky
- Milíčovský (Nový) rybník (největší, k. ú. Újezd u Průhonic),
- Kančík (nejmenší, k. ú. Újezd u Průhonic),
- Homolka (Chaťák, k. ú. Újezd u Průhonic),
- Vrah (druhý největší, s ostrovem, k. ú. Újezd u Průhonic),
- Šáteček (Šátek, k. ú. Petrovice).